# Torrent de la Rata

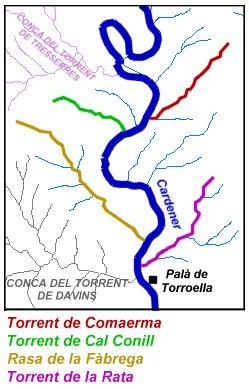
Mapa d'un fragment de la conca del Cardener

El Torrent de la Rata és un afluent per l'esquerra del Cardener. El seu curs transcorre íntegrament pel terme municipal de Navars. La xarxa hidrogràfica del Torrent de la Rata està constituïda per 24 cursos fluvials que sumen una longitud total de 10.572 metres.
Vora el torrent hi ha les fonts de la Teula i del Tubo, que actualment estan pràcticament seques.